# Chamaecostus cuspidatus
Chamaecostus cuspidatus, chamada comumente por costus de fogo ou bandeira espiral, é uma espécie de planta herbácea da família Costaceae nativa do leste do Brasil (Estados da Bahia e Espírito Santo). Na Índia, é conhecida como planta de insulina por suas supostas propriedades antidiabéticas.
Chamaecostus cuspidatus tem folhas grandes e carnudas. A parte inferior dessas folhas verd-escurase têm um tom roxo claro. As folhas são dispostas em espiral ao redor do caule, formando  arqueados. A altura máxima dessas plantas é de cerca de meio metro. flores são de cor laranja e tem 4 centímetros de diâmetro. A floração ocorre durante os meses quentes.

## Taxonomia
A espécie foi descrita em 2006 por Chelsea D. Specht e Dennis William Stevenson. Os seguintes sinônimos já foram catalogados:  
- Globba cuspidata  Nees & Mart.
- Costus igneus  N.E.Br.
- Costus cuspidatus  (Nees & Mart.) Maas

## Forma de vida
É uma espécie rupícola, terrícola e herbácea.

## Conservação
A espécie faz parte da Lista Vermelha das espécies ameaçadas do estado do Espírito Santo, no sudeste do Brasil. A lista foi publicada em 13 de junho de 2005 por intermédio do decreto estadual nº 1.499-R.

## Distribuição
A espécie é endêmica do Brasil e encontrada nos estados brasileiros de Bahia, Espírito Santo, Minas Gerais e Rio de Janeiro. A espécie é encontrada no domínio fitogeográfico de Mata Atlântica, em regiões com vegetação de floresta estacional semidecidual e floresta ombrófila pluvial. Na medicina Siddha, ela é conhecido como kostum e está sendo cultivado na Caxemira e nas regiões do Himalaia por sua raiz. Está relacionado com os gengibres e originalmente fazia parte da família Zingiberaceae, mas agora as espécies Costus e seus parentes foram reclassificados em sua própria família, Costaceae. A espécie se reproduz vegetativamente por rizoma e as aves dispersam sementes quando se alimentam dos frutos. Os produtos de Costus às vezes são chamados de Costus comosus e são comestíveis por natureza. As pétalas das flores são bastante doces e nutritivas.. A planta cresce muito rápido. E a propagação é por corte do caule. Precisa de sol, mas também cresce em áreas ligeiramente sombreadas. É cultivada na Índia para uso na medicina tradicional e em outros lugares como ornamental.

## Medicina tradicional
As folhas secas são usadas na medicina ayurvédica.